# Diego de Deza
Diego de Deza OP (Toro, 1443/1444; Sevilla, 9 de juny de 1523) va ser un frare dominic, sacerdot i teòleg castellà, que va tenir importants càrrecs en la cort dels Reis Catòlics.

## Biografia
Estudià a la Universitat de Salamanca on més tard ocupà la càtedra de teologia. El 1470 ingressà a l'Orde de predicadors (dominics).
Fou nomenat tutor del príncep Juan, fill dels Reis Catòlics. Posteriorment fou nomenat bisbe de Zamora i el 1494, bisbe de Salamanca. El 1498 és nomenat bisbe de Jaén i, en 1500 capellà major, confessor reial i Gran Canceller de Castella. Entre el 1500 i el 1504 ocupa el bisbat de Palència, essent nomenat posteriorment Arquebisbe de Sevilla, entre 1504 i 1523.
Defensà les idees de Cristòfor Colom davant dels reis i l'acompanyà a Salamanca per a enfrontar-se amb el claustre de la Universitat.
Fou inquisidor general al Regne de Castella i a la Corona d'Aragó des del 1499 fins 1507, any en què dimiteix. Destituït Deza, es desglosa per primera vegada la Inquisició en dues entitats amb el nomenament de dos inquisidors generals, un per al Regne de Castella, el cardenal Cisneros, i altre per a la Corona d'Aragó, el frare dominic Joan d'Enguera, bisbe de Vic.
Fou nomenat arquebisbe de Toledo, però no arribà a prendre possessió, ja que morí abans, el 9 de juny de 1523.